# Lukas Haas (Eishockeyspieler)
Lukas Haas (* 14. März 1988 in Langnau im Emmental) ist ein ehemaliger Schweizer Eishockeyspieler, der zuletzt beim EHC Thun aus der MyHockey League spielte.

## Karriere
Lukas Haas begann seine Karriere als Eishockeyspieler in seiner Heimatstadt in der Nachwuchsabteilung der SCL Tigers, in der er bis 2007 aktiv war. In der Saison 2006/07 kam der Angreifer als Leihspieler für den HC Thurgau in der zweitklassigen Nationalliga B zu seinem Debüt im professionellen Eishockey, wobei er in zwei Spielen punkt- und straflos blieb. Die Saison 2007/08 verbrachte er beim NLB-Klub SC Langenthal, bei dem er auch die folgende Spielzeit begann, die er beim NLB-Ligarivalen EHC Olten beendete. Zur Saison 2009/10 kehrte Haas zu den SCL Tigers zurück, bei denen er auf Anhieb Stammspieler in der NLA wurde. Parallel kam er im ersten Jahr nach seiner Rückkehr als Leihspieler in sechs Spielen für den NLB-Teilnehmer HC Sierre zum Einsatz.
2013 stieg er mit den Tigers in die NLB ab, 2015 folgte der Wiederaufstieg in die höchste Spielklasse.
Im Januar 2018 wurde Haas zunächst an den EHC Olten ausgeliehen und wechselte zur folgenden Saison fest zum EHCO. Dort verweilte er zwei Spielzeiten und wechselte im Anschluss innerhalb der Swiss League zum EHC Visp. Zur Saison 2022/23 schloss er sich dem EHC Thun aus der MyHockey League an. Nach der Saison 2023/24 beendete er seine aktive Karriere.

## Erfolge und Auszeichnungen
- 2015 Meister der Nationalliga B mit den SCL Tigers

## Karrierestatistik
(Legende zur Spielerstatistik: Sp oder GP = absolvierte Spiele; T oder G = erzielte Tore; V oder A = erzielte Assists; Pkt oder Pts = erzielte Scorerpunkte; SM oder PIM = erhaltene Strafminuten; +/− = Plus/Minus-Bilanz; PP = erzielte Überzahltore; SH = erzielte Unterzahltore; GW = erzielte Siegtore; 1 Play-downs/Relegation; Kursiv: Statistik nicht vollständig)